# Без-Корнилович, Михаил Николаевич
Михаил Николаевич Без-Корнилович (1874—1935) — русский военный деятель, генерал-майор (1918). Герой Первой мировой войны, участник Гражданской войны в составе Белого движения.

## Биография
Родился 9 марта 1874 года[по какому календарю?] в семье Николая Михайловича Без-Корниловича (03.04.1841—27.12.1887), внук Михаила Осиповича Без-Корниловича. В 1895 году после окончания Пажеского Его Величества корпуса произведён в подпоручики гвардии, в 1899 году в поручики гвардии, в 1903 году  в штабс-капитаны гвардии, в 1907 году в капитаны гвардии, в 1912 году произведён в полковники Лейб-гвардии 2-й артиллерийской бригады 2-й гвардейской пехотной дивизии.
С 1914 года участник Первой мировой войны, командир Лейб-гвардии 2-й парковой артиллерийской бригады и 1-й батареи Лейб-гвардии Стрелкового артиллерийского дивизиона. С 1916 года командир 1-го дивизиона сначала Лейб-гвардии 1-й, а затем Лейб-гвардии 2-й артиллерийских бригад. Высочайшим приказом от 31 мая 1915 года за храбрость награждён Георгиевским оружием: 
За то, что в бою у Рудка-Скрода 14-го и 15-го февраля 1915 года, находясь под сильным ружейным и артиллерийским огнём противника, быстрым выездом на новые позиции дал возможность своей пехоте перейти через реку, занять позицию и устроится на ней
7 сентября 1917 года назначен на должность командующего 2-й гвардейской артиллерийской бригады.
Приказом по армии и флоту от 25 сентября 1917 года за храбрость был награждён орденом Святого Георгия 4-й степени.
После Октябрьской революции 1917 года в составе белого движения в Добровольческой армии и ВСЮР, в 1918 году произведён в генерал-майоры.
С 1919 года в эмиграции в Финляндии. Умер 28 ноября 1935 года в Хельсинки.

## Награды
- Орден Святого Станислава 3-й степени с мечами и бантом (Мечи — ВП 30.04.1915)
- Орден Святой Анны 3-й степени с мечами и бантом (1907; ВП 06.04.1916)
- Орден Святого Станислава 2-й степени с мечами (1911; Мечи — ВП 28.05.1915)
- Орден Святого Владимира 4-й степени с мечами и бантом (ВП 26.10.1914)
- Орден Святого Владимира 3-й степени с мечами (ВП 07.03.1915)
- Георгиевское оружие (ВП 31.05.1915)
- Орден Святого Георгия 4-й степени (Приказ по 11-й армии от 25.09.1917)